# Талсі
Талсі (латис. Talsi; pronunciationⓘ; лів. Tālsa, нім. Talsen) — місто в Латвії, адміністративний центр Талсинського краю. Місто називають «зеленою перлиною Курляндії».

## Назва
- Талсі (латис. Talsi;  вимова)
- Тальзен, Тальсен (нім. Talsen)

Вважається, що назва міста походить від старого лівонського слова talusse, яке означало «відокремлене, тихе місце».

## Історія

### Рання історія
Городище у Талсі існувало принаймні з X ст., коли його населенням були курші. Поселення Талсі вперше письмово згадується 1231 року, у контракті між старійшинами курського племені та папського посла Болдвіна Алнського. Під час Північних хрестових походів, поселення було підкорено німцями і до кінця XIII ст. у Талсі був збудований замок.
У XV ст. поселення зростало по мірі поселення у Талсі німецькомовних торговців та ремісників. Головна церква міста, яка досі збереглася, була освячена 1567 року; пастор Carl Amenda, близький друг Людвіга ван Бетховена, служив у церкві багато років. Під час правління герцога Курляндії Яківа Кеттлера, у Талсі було побудовано залізоплавильну піч, як ранній початок індустріалізації.
Місто двічі страждало від чуми (у 1657 та 1710 роках) та було зруйновано великою пожежею 1733 року.
Наприкінці XVIII ст. у місті вперше дозволили селитися євреям; більшість з них початково переселилися з Литви і з часом сформували значущу частину населення міста та збудували синагогу.
Разом з рештою Курляндії, місто увійшло до Російської імперії 1795 року. На той час, балтійські німці складали бл. 60 % населення.

### XIX ст. та Перша світова війна
Початкова школа відкрилася у місті 1863 року, а приватна — 1873 року (в ній багато років працював лінгвіст Карліс Мюленбахс); обидві школи спочатку викладали лише німецькою. 1887 року також відкрилася російськомовна школа. Під час Революції 1905 року у місті відбувались заворушення, кілька будинків були спалені, а їх мешканці — вбиті. Під час Першої світової війни місто сильно постраждало і його населення скоротилось з бл. 5000 до лише бл. 1100. Все єврейське населення було виселено російським військовим командуванням (але деякі пізніше повернулись). Мир був відновлений лише 1920 року з завершенням Війни за незалежність Латвії, коли місто стало частиною новопроголошеної Латвійської республіки.

### У незалежній Латвії та у 20-му ст.
Населення міста знов швидко зростало у 1935 досягло 4116 осіб (82 % етнічних латишів, 12 % євреїв та 3 % німців). Талсі було окуповано німцями з червня 1941 року до закінчення Другої світової війни 8 травня 1945 року. Під час війни все єврейське населення міста було знищено; єдину єврейку переховував місцевий фермер, але 1944 року її було викрито та вбито.
Місто було частиною Латвійської РСР за часів радянської окупації).
1950-ті та 1960-ті були роками відносного благополуччя. Головою виконкому міста був енергійний Карліс Грінбергс. Металообробний завод був відкритий 1965 року та привабив багато працівників у місто.
Після розпаду СРСР та відновлення незалежності Латвії, один з головних монументів міста, скульптура Koklētājs, присвячена борцям за незалежність Латвії, нарешті була відкрита. Скульптуру почали створювати ще у 1930-ті, але не закінчили аж до розпаду СРСР.

## Населення
Населення — близько 13 тис. жителів.

## Економіка
Харчова, текстильна, металообробна промисловість.

## Географія
Місто розташовано на девяти пагорбах та двох озерах. Пагорби мають назви Pilskalns, Ķēniņkalns, Leču kalns, Tiguļu kalns, Sauleskalns, Baznīckalns, Krievragkalns, Vilkmuižas kalns та Dzirnavkalns. На Pilskalns, що означає «замкова гора», розташоване старе городище. Пагорб має у висоту 32 метри та розташований у центрі міста. Археологічні розкопки проводились 1936—1938 рр.
Найвищим пагорбом Талсі є Tiguļu kalns. На ньому розбито дендрологічний парк та розташований Музей Талсинського краю, розміщений у маєтку місцевого аристократа барона фон Фірка.
На пагорбі Leču kalns розташована меморіальна скульптура на честь Революції 1905 року, коли на її місці було вбито 6 революціонерів.
Озеро Талсі, розташоване у центрі міста, оточене променадою. В озері облаштовано фонтан.

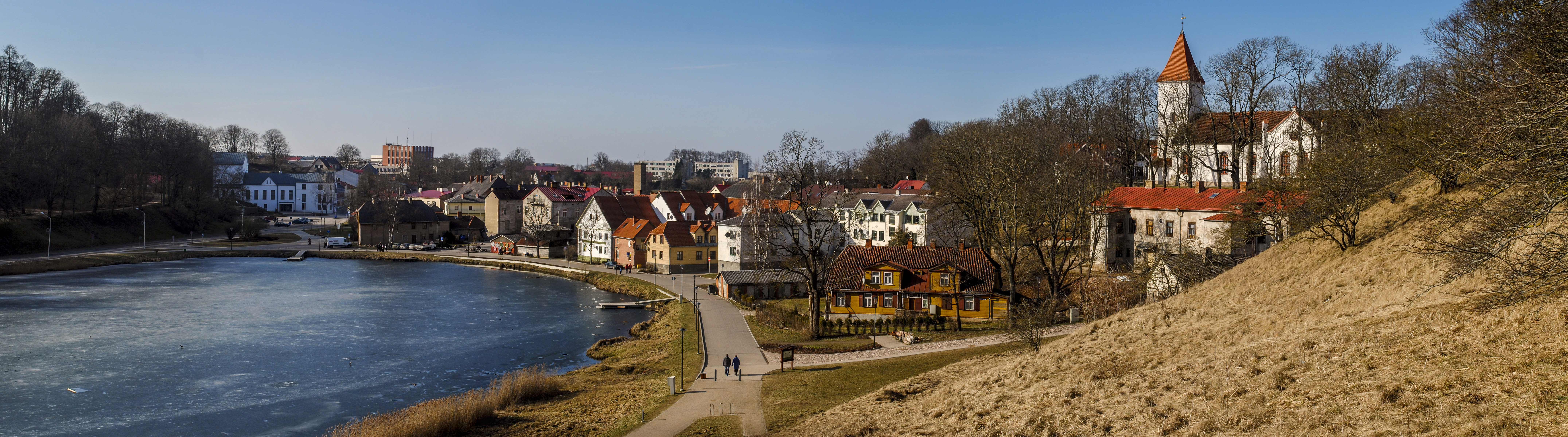
Вид на центр Талсі

## Культура та релігія

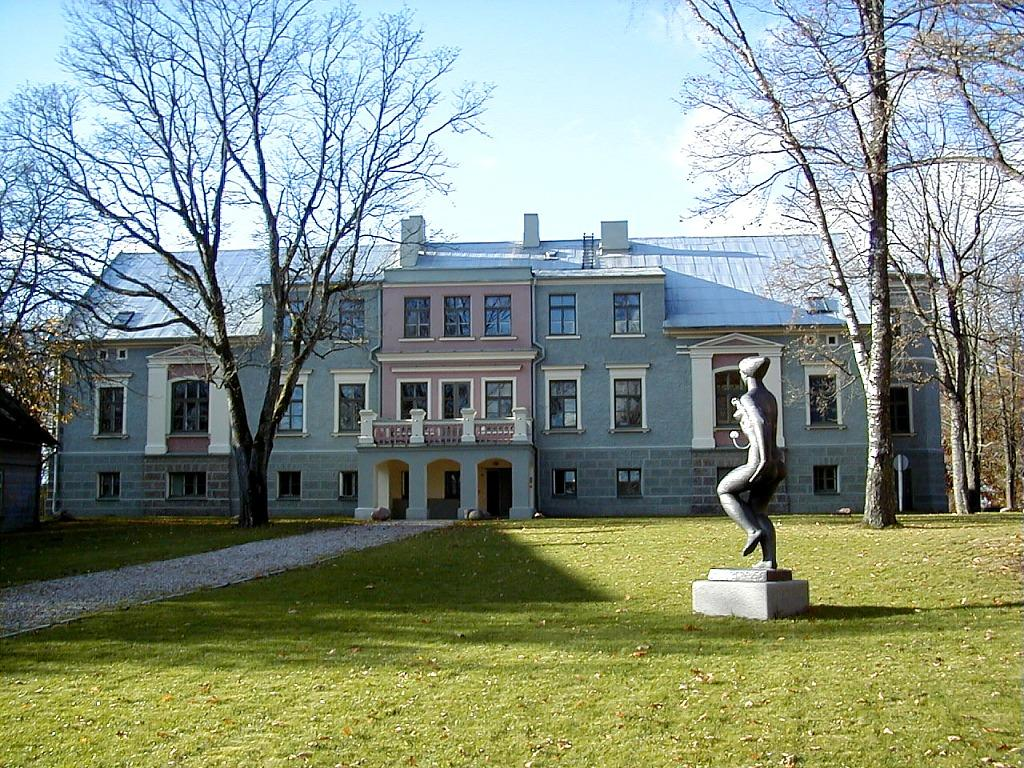
Музей Талсинського краю

Як згадано вище, у місті є Музей Талсинського краю, розміщений у маєтку барона фон Фірка. Також місто має культурний центр з «креативним подвір'ям»., дорослу та дитячу бібліотеки.
У міст є лютеранська, римо-католицька, баптистська громади та церква адвентистів сьомого дня. Колишня синагога зараз є приватним будинком. Найстарішою будівлею Талсі є лютеранська церква, збудована 1567 року, але кілька разів реконструйована.

## Транспорт та інфраструктура
Талсі пов'язано з Ригою автобусним маршрутом; подорож триває бл. 2 години. У радянські часи у кілометрі від міста був збудований малий аеродром. Зараз він використовується для малих літаків та деколи для культурних подій.

## Народились у місті
- Фредерік Фібіг[en] (1885—1953), художник
- Маркус Ріва (1986), співак
- Крішяніс Зелгіс[en] (1985), поет
- Яніс Стрелнікс[en] (1989), баскетболіст
- Інтарс Бусуліс (1978), співак
- Дзінтарс Жижа (1993), співак

## Міста-побратими
Талсі є побратимом:
- Аланія, Туреччина
- Лайре, Данія
- Оргіїв, Молдова
- Пренай, Литва
- Сааремаа (волость), Естонія
- Щолково, Росія
- Седерчепінг, Швеція
- Телав, Грузія